# 부두흐어
부두흐어(Budukh) 또는 부두그어(Budugh)는 아제르바이잔의 구바 구 일부 지역에서 사용되는 북동캅카스어족 레즈기어파의 언어이다. 약 1천 명의 부두흐인 민족인구 중 200명 가량이 사용한다. UNESCO의 세계 위기 언어 지도(Atlas of the World's Languages in Danger)에서 분류한 "심각한 소멸위기언어"이다.

## 같이 보기
- 북동캅카스어족